# Joseph Schwarz (Sänger)

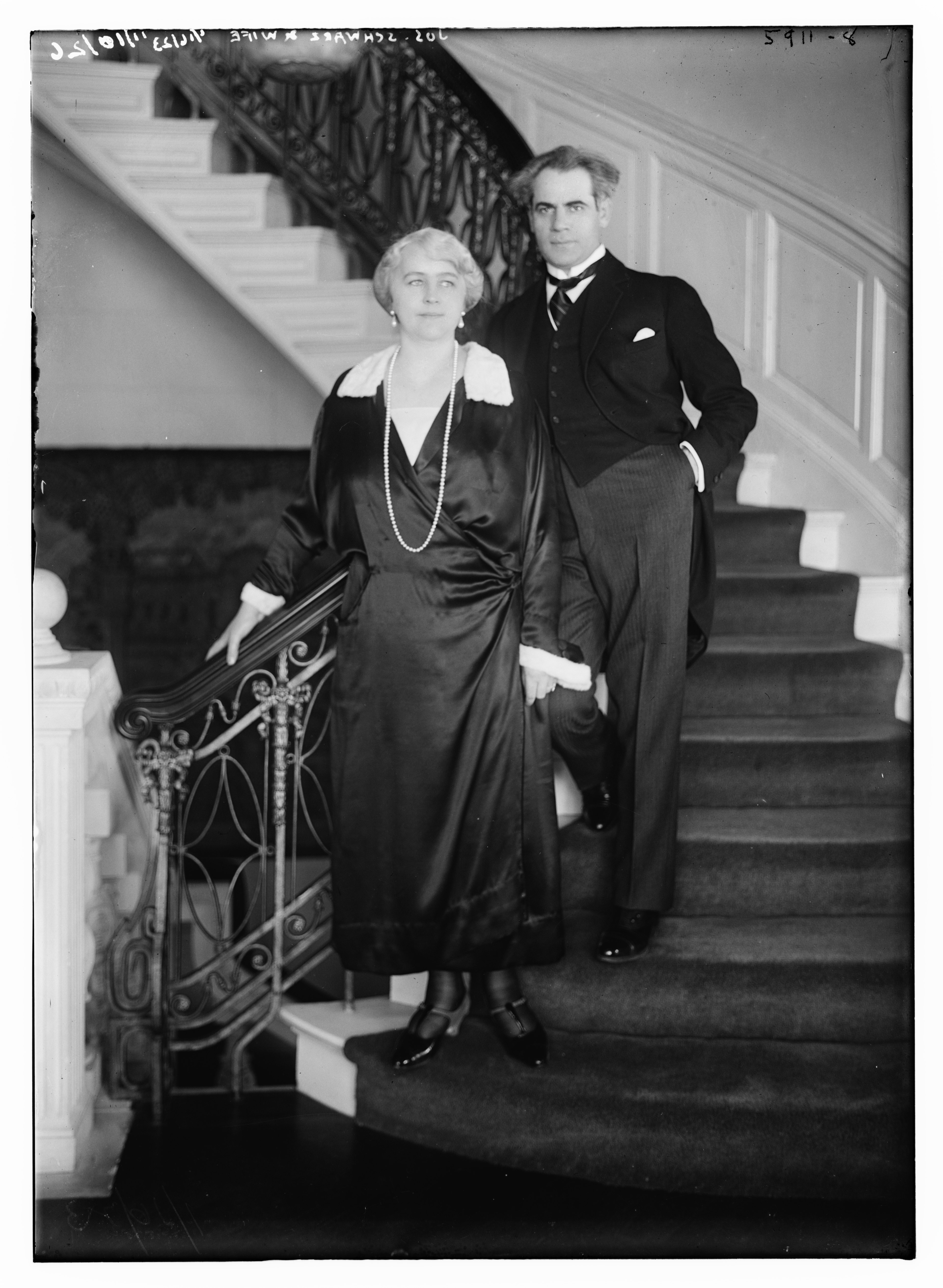
Joseph und Clara Schwarz, Januar 1923, vermutlich in ihrer Villa Mariahalden, Baden-Baden

Joseph Schwarz (* 10. Oktober 1881 in Riga; † 10. November 1926 in Berlin) war ein lettisch-deutscher Opernsänger (Bariton).

## Leben
Joseph Schwarz war eines von zehn Kindern jüdischer Eltern und wuchs in ärmlichen Verhältnissen auf. Er erlernte das Schneiderhandwerk. Nachdem seine Stimme entdeckt wurde, durfte er dank reicher Gönner bei Adolf Robinson in Brünn studieren.
Er debütierte 1900 in Linz, tourte darauf mit großem Erfolg durch Europa und kehrte in seine Heimatstadt Riga zurück. Ab 1906 wirkte er an der Stelle des an die k.k. Hofoper abgegangenen Hans Melms (1869–1941) an der Wiener Volksoper, 1909 wurde er ständiges Ensemblemitglied der Wiener Hofoper, wo er auch als Partner von Enrico Caruso phänomenale Erfolge feierte. Nach Ablauf seines Vertrags in Wien wechselte er 1915 an die Königliche Oper Berlin. 1921 trat er auch in den Vereinigten Staaten von Amerika auf. Joseph Schwarz wurde nicht nur wegen seiner schönen Stimme, sondern auch wegen seines herausragenden schauspielerischen Talentes zu einem Liebling des Publikums.

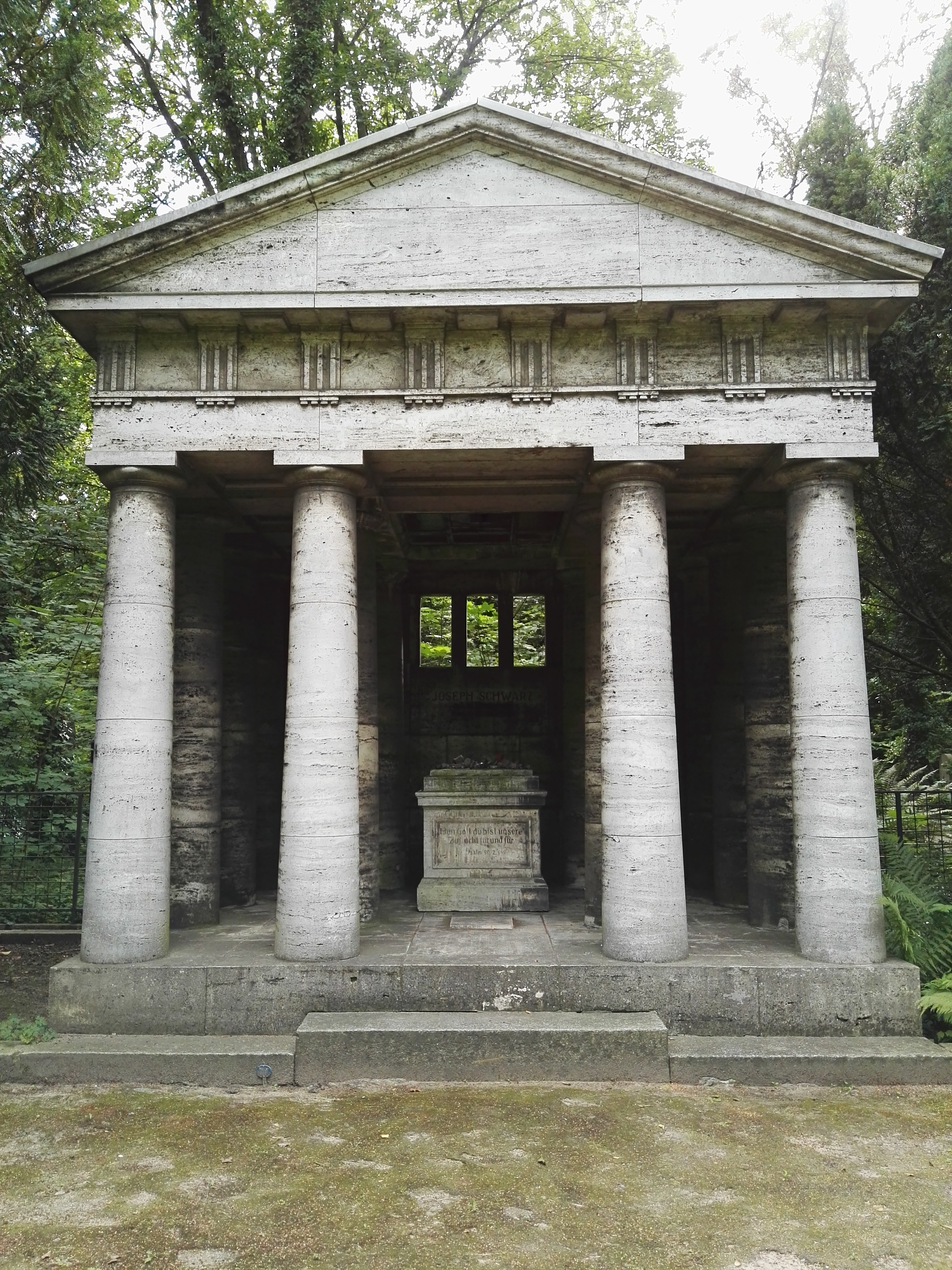
Mausoleum auf dem Jüdischen Friedhof

Auf Grund von Alkoholproblemen verschlechterte sich ab 1925 seine Stimme. 1926 verstarb Joseph Schwarz in Berlin nach einer Operation an einem Nierenleiden. Sein Mausoleum mit der Aufschrift „Herr Gott du bist unsere Zuflucht für und für“ befindet sich auf dem Jüdischen Friedhof Weissensee in Berlin (Feld A 6). Es bot während der Nazityrannei verfolgten Juden Zuflucht.

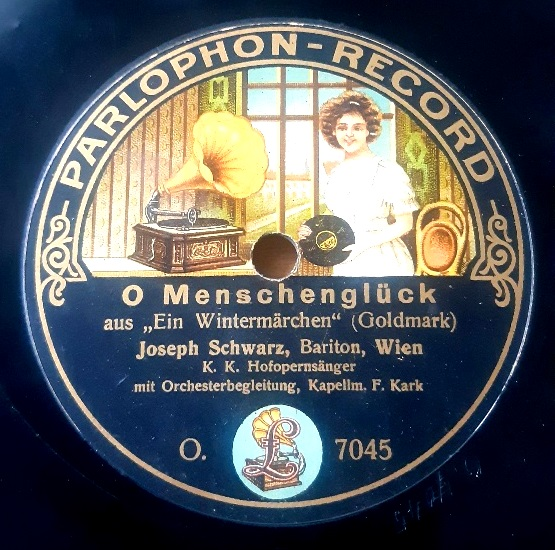
Schallplatte von Joseph Schwarz (Wien 1911)

Die erste Schallplatte von Joseph Schwarz erschien 1906 in Wien bei Zonophone, es folgte eine Edison-Walze (Wien 1907), dann Schallplatten bei Pathé (Wien 1910–1911), Parlophon (Wien 1911 und Berlin 1913) und Grammophon (Berlin 1916–19). Ende 1926 wurde eine Vox-Platte mit Weihnachtsliedern angekündigt, die aber wohl nie erschienen ist.
Im Februar 1922 heiratete er in New York in zweiter Ehe Clara Sielcken (* 1879 Braunschweig; † 1970 Fribourg), die Witwe des deutsch-amerikanischen Unternehmers Hermann Sielcken und Tochter des deutsch-hawaiianischen Zuckerfabrikanten Paul Isenberg.